# Andreas Goldberger

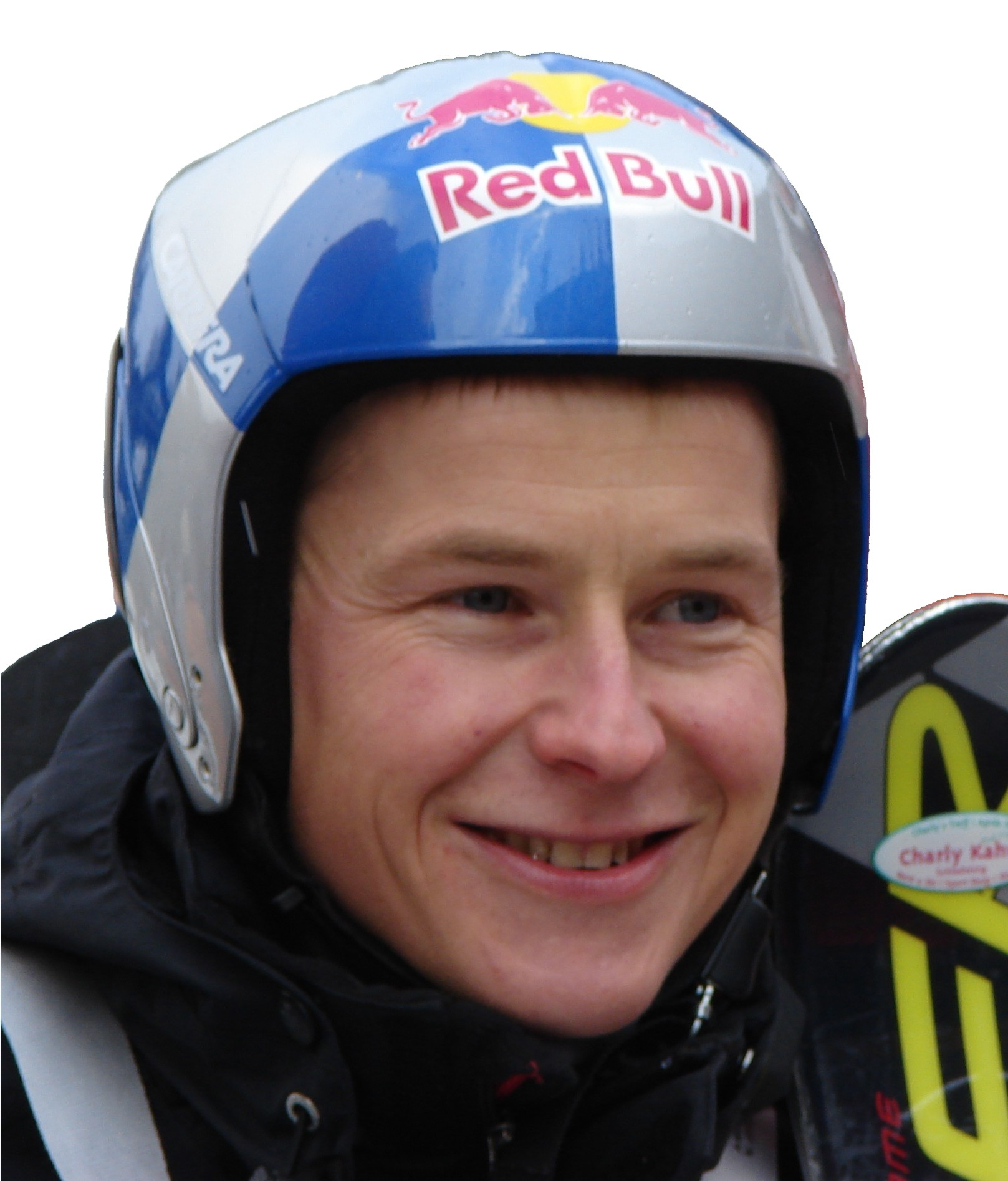
Imagem do ex-Saltador de esqui austríaco Andreas Goldberger.

Andreas Goldberger (nascido em 29 de novembro de 1972) é um ex-saltador de esqui austríaco. Em 17 de março de 1994, durante o treinamento para o Campeonato Mundial de Voo de Esqui em Letalnica em Planica, Eslovênia, registrou um salto de 202 metros (663 pés). Em 1997, Goldberger admitiu o uso de cocaína e foi banido por seis meses da Associação Austríaca de Esqui. Como resultado dessa proibição, em novembro, chegou a declarar que, a partir daquele momento, competiria sob a bandeira da República Federativa da Iugoslávia. Em 18 de março de 2000, estabeleceu a distância recorde mundial de salto de esqui em 225 metros (738 pés) em Velikanka em Planica, Eslovênia.